# Buddhizmus Indonéziában

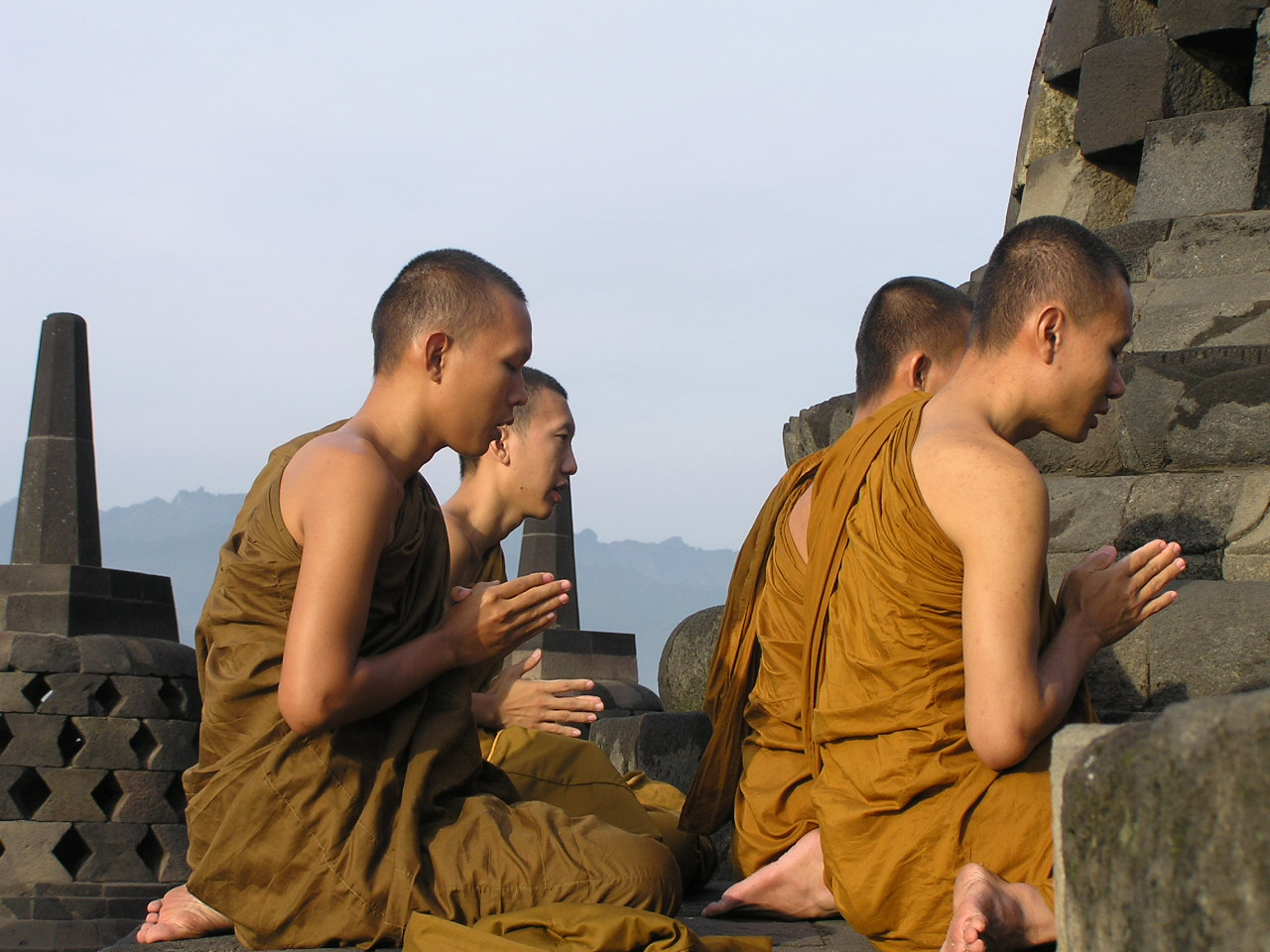
Szerzetesek megitálnak Borobudurban, amely a Szailendra-dinasztia megbízásából épült a 9. század elején és amely a világ legnagyobb buddhista építménye.

A buddhizmus Indonéziában hosszú múltra tekint vissza, amelynek korai időszakából jelentős mennyiségű ereklye maradt fent. A buddhizmus Indonézia hat hivatalos vallása közé tartozik az iszlám, a kereszténység, a hinduizmus és a konfucianizmus mellett.
A 2000-es népszámlálás adatai szerint az indonéz lakosság mintegy 0,8%-a vallotta magát buddhistának, amely hozzávetőlegesen 1,7 millió embert jelent. A legtöbb buddhista Jakarta környékén él, de jelentős számú gyakorló él még Riau, Észak-Szumátra és Nyugat-Kalimantan tartományokban. Minden bizonnyal ez a szám túlzás, hiszen a hivatalosnak nem számító taoista és kínai népi vallású emberek is buddhistának vallották magukat a népszavazáskor. Ma a legtöbb buddhista Indonéziában kínai, azonban kis számban akadnak helyi (például jávaiak és szaszakok) emberek is.

## Története
A buddhizmus a hinduizmus után a második legősibb vallás Indonéziában. Körülbelül az i. sz. második század környékén érkezett a szigetvilágba. Az indonéz buddhizmus története szorosan összefügg a hinduizmus történetével, mivel az indiai kultúra által befolyásolt több birodalom kialakulása is egybeesik ezzel az időszakkal. A térségben hatalmas buddhista birodalmak keletkeztek és pusztultak el, úgy mint a Szailendra-dinasztia, a Mataram Királyság és a Srívidzsaja birodalmak. Az első század elején, az India és Indonézia közötti tengeri selyemút kialakulásával érkezett meg a buddhizmus az indonéz szigetvilágba.
Egyes kínai forrás szerint egy Jicsing nevű kínai szerzetes indiai zarándokútján tért be a hatalmas Srívidzsaja tengeri birodalomba Szumátra szigetén a 7. században. A birodalom a térség buddhista oktatási központjának számított. Neves helyi buddhista tudós volt Dharmakirti, a Szailendra-dinasztia egyik hercege, aki Szumátrán született. Dharmakirti később Indiába költözött, ahol a híres Nálanda Egyetem egyik tanára lett és neves költő. Újraértelmezte és továbbdolgozta Dignaga buddhista logikáját és jelentős brahman tudós és buddhista vált belőle. Irányadó elméleteit átvette a tibeti buddhizmus, amelyek ma is az alapvető tantervek részét képezik a kolostori egyetemeken. Az Indonéziába látogató neves buddhista tanítók közé tartozik még Atísa, a Nálandai Dharmapála, és a dél-indiai Vadzsrabodhi. Srívidzsaja volt az indonéz történelem leghatalmasabb buddhista birodalma.
Több buddhista világörökségi helyszín található Indonéziában, közöttük a 8. századi közép-jávai Borobudur mandala emlékmű és a Sevu templom, a nyugat-jávai Batudzsaja és Szumátrán a Muaro Dzsambi, a Muara Takusz és a Bahal templomegyüttesek, valamint számos szobor és felirat az indonéz hindu-buddhista királyságainak korai időszakából. A Kediri, a Szinghaszari és a Madzsapahit birodalmak korában a buddhizmus a hinduizmussal együtt volt a királyok hivatalos államvallása. Egyik-másik király jobban kedvelte ugyan a hinduizmust, a két nagy vallás között mindig harmónia, tolerancia volt és még a szinkretizmust is támogatták, ahogy az indonéz nemzeti mottóban is szerepel (Bhinneka Tunggal Ika). Jáva ókori időszakából is rendkívüli minták maradtak fent a buddhista művészetekből, úgy mint például a Pradzsnyápáramitá szobor és Vairócsana Buddha, Padmapani boddhiszattva és Vadzsrapáni szobra a Mendut templomban.
A 13. században jelent meg az iszlám a szigetvilágban és a 16. század végére, átvette a hatalmat a hinduizmus és a buddhizmus felett Jáva és Szumátra szigeteken.
Sukarno, az Indonéz Köztársaság első elnökének 22 évig tartó autokratikus uralkodása és kegyetlen politikai megtorlások után bevezették Indonéziában az "öt elvre" (Panycsasila) épülő igazgatás filozófiai alapjait, amelynek vallásra vonatkozó szabálya szerint csak egy Isten létezik. Ennek eredményeképpen az Indonéz Buddhista Szervezet alapítója, Bhikku Asin Dzsinarakkhita, Szang Hjang Adi Buddhát nevezte meg legfelsőbb istenüknek. Történelmi támasza a buddhizmus indonéz verziója volt az ősi jávai szövegek szerint, valamint a Borobudur templom alakja.
Sukarno "Új Rend" névre keresztelt időszakában az állami Panycsasila ideológiája Indonézia öt hivatalos vallása közé sorolta a buddhizmust. A kor nemzeti vezetője Suharto a buddhizmust és a hinduizmust tartotta Indonézia két ősi vallásának.
Manapság a Pánycsasila irányelveinek megfelelően a buddhista szanghát képviselő papok vesznek részt minden állami finanszírozású szertartáson. A szertartások kötelező része egy imádság, amelyet egy muszlim imám vezet, aki mögött felsorakoznak más vallások képviselői is. Annak ellenére, hogy az indonéz buddhisták többsége a kínai mahájána iskolához sorolja magát, a kormány gyakran választ théraváda papokat buddhista megbízottként.

## Jelenkor

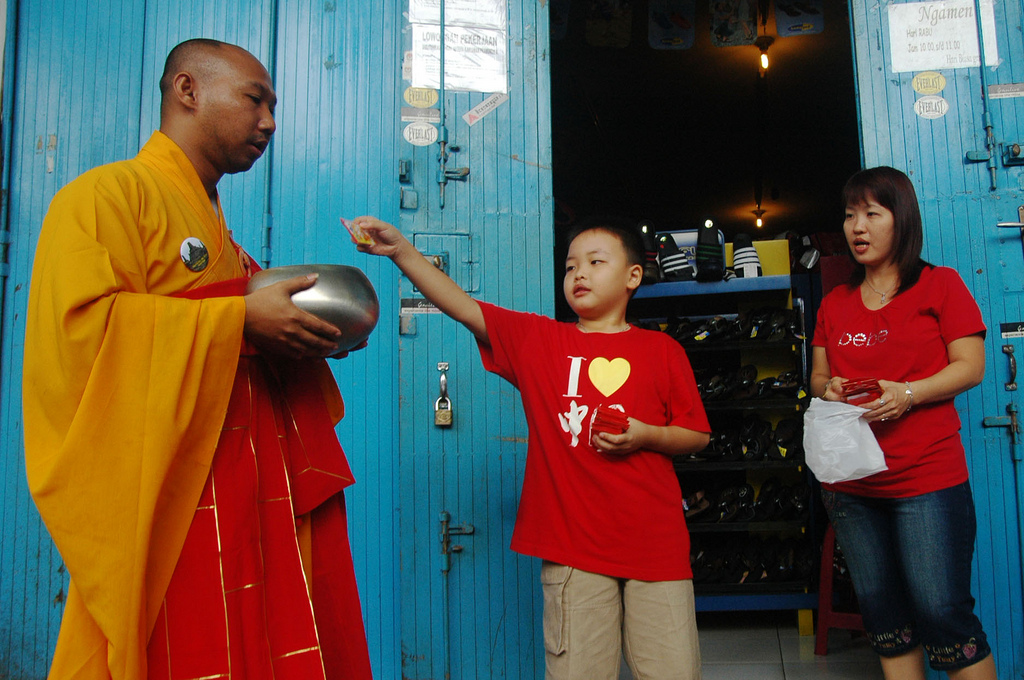
Monks doing Pindapatta before Vessak Day 2010 in Magelang, Central Java. Chinese Indonesian Buddhist giving alms to the monks.

Indonéziában főleg a kínai kisebbség, illetve kisebb számban bennszülött indonézek, követik a buddhizmust.
A Lombok szigeten lévő Rindzsáni-hegy lankáin élő, mintegy 8000 fős szaszak kisebbség neve "Bodha". Őket teljesen elkerülték az iszlám hatások és a mai napig animisztikus isteneket imádnak. Szertartásaikba és vallási szókincsükbe beleszőttek bizonyos hindu és buddhista elemeket. A nevüknek is köszönhetően az indonéz kormány a szaszakok ezen csoportját is buddhistaként ismeri el.

### Iskoláik
Jelenleg számos buddhista iskola működik Indonéziában. A legkorábbi iskola a vadzsrajána volt, amely a mahájána buddhizmusból alakult ki. A jávai és szumátrai ősi templomok is vadzsrajána buddhista iskolák voltak. A kínai buddhizmus sok követőre talált a szigetvilágban élő kínai kisebbség révén, akik a 17-18. század környékén kezdtek beáramlani a térségbe. Jelentős még a szingaléz és thai hagyományokat követő théraváda, illetve a japán nicsiren-buddhizmus.

### Vallási események
A legfontosabb buddhista vallási esemény Indonéziában a Vészák ünnepség (indonéz: vaiszak). Telihold idején, májusban vagy júniusban, évente egyszer az indonéz buddhisták megemlékeznek Gautama Sziddhártha, a történelmi Buddha születéséről, haláláról és megvilágosodásáról. A Vészák hivatalosan is Indonézia egyik nemzeti ünnepnapja. A szertartás központja három buddhista templomban összpontosul. A vallási követők átsétálnak a Mendut templomtól a Pavon templomba, majd a Borobudur helyszínre.

### Buddhistaüldözés Indonéziában
Az észak-szumátrai kínai-indonéz közösség Tandzsung Balai községben tüntetett a kormányzat azon terve ellen, hogy a Tri Ratna templom tetejéről leszereljenek egy buddha-szobrot.

## Bibliográfia
- Kimura B. (2003).Present Situation of Indonesian Buddhism: In Memory of Bhikkhu Ashin Jinarakkhita Mahasthavira, Nagoya Studies in Indian Culture and Buddhism: Sambhasa 23, 53-72